# Immanuil Velikovskij
Immanuil Velikovskij (in russo Иммануил Великовский?; Vicebsk, 10 giugno 1895 – Princeton, 17 novembre 1979) è stato uno psicologo, sociologo e scrittore sovietico, noto al grande pubblico per le sue teorie pseudostoriche e pseudoscientifiche.

## Biografia
Apparteneva a una famiglia agiata di origine ebraica  fin da piccolo imparò diverse lingue. Dopo gli studi in medicina (in parte seguiti a Montpellier in Francia), tornò a Mosca per l'esercizio della professione medica. In seguito emigrò in Palestina dove visse fino al 1939 prima di stabilirsi negli Stati Uniti a Princeton, dove morì.

## Teorie
Velikovsky è stato un rappresentante del catastrofismo: negli anni cinquanta pubblicò il libro Mondi in collisione (ripreso molto tempo dopo dallo statunitense John M. Ackerman), nel quale proponeva un controverso modello secondo il quale il sistema solare avrebbe avuto origine da un impatto di enorme potenza sul pianeta Giove, giungendo a modificare la cronologia degli avvenimenti dell'antico Egitto.
Subito dopo la pubblicazione del libro, l'astronomo statunitense Harlow Shapley organizzò una campagna accademica contro il testo.
Egli sosteneva anche una versione estrema della cosmologia del plasma, una cosmologia non standard. 
Gli stessi cosmologi del plasma, che non negano il ruolo della gravità e della fisica di Einstein, hanno preso le distanze dalle formulazioni più estreme, che vengono sovente indicate solo come universo elettrico; teorie come queste (in cui si nega la relatività generale e ogni fenomeno, come gli impatti di crateri, viene considerato residuo di attività elettrica) vengono considerate da ricercatori di fisica del plasma come pseudoscienza.
Velikovskij avanzò anche diverse teorie pseudostoriche e di archeologia misteriosa su disparati periodi antichi.

### Teoria su Akhenaton
Un'altra teoria, infondata e respinta da storici ed egittologi, avanzata da Velikovskij, ipotizzava una relazione incestuosa tra il faraone egizio Akhenaton e sua madre Tiy. Inoltre Velikovskij diede per scontato che il faraone avesse le gambe gonfie, a causa di alcune statue. 
In base a ciò, il sociologo sovietico immaginò una connessione con la mitologia greca e identificò Akhenaton con Edipo (e Tiy con Giocasta), il cui nome, in greco, significa "dai piedi gonfi", spostando la vicenda dalla Tebe egizia alla Tebe greca. Fra le proprie argomentazioni, Velikovskij, erroneamente, pose il fatto che Akhenaton avrebbe fatto cancellare il nome del proprio padre dai monumenti, azione trasfigurata nel parricidio di Edipo verso Laio. La teoria di un disprezzo di Akhenaton per il proprio padre Amenofi III non sembra avere alcun fondamento: Akhenaton provvide, per lui, alla consueta mummificazione e al funerale fastoso e tradizionale prima di avviare la rivoluzione religiosa. In aggiunta, un'autopsia e un esame genetico, nel 2014, hanno provato che suo figlio Tutankhamon fu il frutto di un rapporto tra fratello e sorella, non tra madre e figlio.

## Opere
(parziale)
- Mondi in collisione, traduzione di Armando Silvestri, Luigi Cozzi e Sebastiano Fusco, Mondo Ignoto, 2003. ISBN 8889084014
- Mondi in collisione 2: le ferite della terra. Le prove scientifiche delle grandi catastrofi che hanno posto fine alle antiche civiltà, Mondo Ignoto, 2004. ISBN 8889084359
- Le grandi catastrofi della Grecia antica, Mondo Ignoto, 2006. ISBN 8889084839
- Il segreto delle civiltà perdute. Dalla Torre di Babele al diluvio, dal Pianeta X ai Mondi in collisione, da Sodoma e Gomorra al popolo dei giganti, Profondo rosso, Roma 2009, ISBN 9788895294322